# Campionato italiano di hockey su ghiaccio 2022-2023
Il Campionato italiano di hockey su ghiaccio 2022-2023 è stata l'89ª edizione dei tornei nazionali italiani di hockey su ghiaccio. 
Nonostante l'iscrizione dell'Asiago Hockey alla lega sovranazionale ICE Hockey League (dove le squadre italiane salgono dunque a tre, con HC Bolzano e HC Val Pusteria), è rimasto invariato il numero di squadre iscritte a tutti e tre i campionati.

## Struttura
I tornei sono strutturati nei seguenti livelli:
| Livello | Denominazione campionato                           | Partecipanti                                        | Partecipanti                                        |
| ------- | -------------------------------------------------- | --------------------------------------------------- | --------------------------------------------------- |
| 1º      | Italian Hockey League - Serie A Alps Hockey League | 7 15 (7 squadre italiane, 7 austriache e 1 slovena) | 7 15 (7 squadre italiane, 7 austriache e 1 slovena) |
| 2º      | Italian Hockey League                              | 10                                                  | 10                                                  |
| 3º      | Italian Hockey League - Division I                 | 5 (Girone Est)                                      | 6 (Girone Ovest)                                    |

## Italian Hockey League - Serie A / AHL

### Serie A
Restano sette le squadre italiane partecipanti alla AHL, che si giocano anche il titolo italiano: in serie A l'Asiago ha lasciato il campionato per approdare in ICE Hockey League, mentre gli Unterland Cavaliers, vincitori della Italian Hockey League 2021-2022, hanno chiesto ed ottenuto una wild card. Il titolo italiano sarà assegnato con una serie di play-off tra le prime quattro squadre di una speciale classifica che tiene conto dei soli scontri diretti tra squadre italiane durante la regular season della Alps Hockey League.

### Classifica
| Pos. | Squadra             | Pt | G | V | VOT | POT | P | GF | GS | DR |
| ---- | ------------------- | -- | - | - | --- | --- | - | -- | -- | -- |
| 1.   | Cortina             | 9  | 3 | 3 | 0   | 0   | 0 | 8  | 2  | +6 |
| 2.   | Ritten-Renon        | 6  | 3 | 2 | 0   | 0   | 1 | 6  | 5  | +1 |
| 3.   | Merano              | 3  | 3 | 1 | 0   | 0   | 2 | 5  | 7  | -2 |
| 4.   | Unterland Cavaliers | 0  | 3 | 0 | 0   | 0   | 3 | 7  | 12 | -5 |

### AHL
Sono scese a 15 le partecipanti complessive al torneo tranfrontaliero di AHL: oltre all'Asiago, anche il VEU Feldkirch si è iscritto all'ICE Hockey League, mentre i Vienna Capitals non hanno iscritto la propria seconda squadra. L'unica nuova iscritta alla lega è l'Hockey Unterland Cavaliers.

## Italian Hockey League
Il numero di iscritti alla IHL è rimasto stabile a dieci: alla promozione dell'Hockey Unterland Cavaliers in Serie A ha fatto da contraltare la promozione del Valpellice Bulldogs, vincitore della Division I 2021-2022.

### Playoff
|  | Quarti di finale | Quarti di finale | Quarti di finale | Quarti di finale | Quarti di finale | Quarti di finale | Quarti di finale |   |         | Semifinali | Semifinali | Semifinali | Semifinali | Semifinali | Semifinali | Semifinali |  |  | Finale | Finale | Finale | Finale | Finale | Finale | Finale | Finale | Finale |
|  |                  |                  |                  |                  |                  |                  |                  |   |         |            |            |            |            |            |            |            |  |  |        |        |        |        |        |        |        |        |        |
|  | 1                | Varese           | 4                | 4                | 9                | -                | -                |   |         |            |            |            |            |            |            |            |  |  |        |        |        |        |        |        |        |        |        |
|  | 8                | Bressanone       | 1                | 1                | 1                | -                | -                |   |         |            |            |            |            |            |            |            |  |  |        |        |        |        |        |        |        |        |        |
|  | 8                | Bressanone       | 1                | 1                | 1                | -                | -                |   | 1       | Varese     | 3          | 4          | 5          | 5          | -          |            |  |  |        |        |        |        |        |        |        |        |        |
|  |                  |                  |                  |                  |                  |                  |                  |   | 1       | Varese     | 3          | 4          | 5          | 5          | -          |            |  |  |        |        |        |        |        |        |        |        |        |
|  |                  | 4                | Pergine          | 2                | 5                | 2                | 1                | - |         |            |            |            |            |            |            |            |  |  |        |        |        |        |        |        |        |        |        |
|  | 4                | 4                | Pergine          | 2                | 5                | 2                | 1                | - | Pergine | 2          | 7          | 3          | 1          | 7          |            |            |  |  |        |        |        |        |        |        |        |        |        |
|  | 4                |                  |                  |                  |                  |                  |                  |   | Pergine | 2          | 7          | 3          | 1          | 7          |            |            |  |  |        |        |        |        |        |        |        |        |        |
|  | 5                | Dobbiaco         | 1                | 3                | 4                | 3                | 1                |   |         |            |            |            |            |            |            |            |  |  |        |        |        |        |        |        |        |        |        |
|  |                  |                  |                  |                  |                  |                  |                  |   |         |            |            |            |            |            |            |            |  |  | 1      | Varese | 1      | 6      | 5      | 4      | 3      | 4      | 2      |
|  |                  |                  | 2                | Caldaro          | 5                | 5                | 0                | 6 | 6       | 2          | 0          |            |            |            |            |            |  |  |        |        |        |        |        |        |        |        |        |
|  | 2                | Caldaro          | 2                | 8                | 2                | 3                | -                |   |         |            |            |            |            |            |            |            |  |  |        |        |        |        |        |        |        |        |        |
|  | 7                | Valdifiemme      | 1                | 3                | 4                | 2                | -                |   |         |            |            |            |            |            |            |            |  |  |        |        |        |        |        |        |        |        |        |
|  | 7                | Valdifiemme      | 1                | 3                | 4                | 2                | -                |   | 2       | Caldaro    | 3          | 3          | 1          | 3          | -          |            |  |  |        |        |        |        |        |        |        |        |        |
|  |                  |                  |                  |                  |                  |                  |                  |   | 2       | Caldaro    | 3          | 3          | 1          | 3          | -          |            |  |  |        |        |        |        |        |        |        |        |        |
|  |                  | 3                | Appiano          | 1                | 1                | 3                | 1                | - |         |            |            |            |            |            |            |            |  |  |        |        |        |        |        |        |        |        |        |
|  | 3                | 3                | Appiano          | 1                | 1                | 3                | 1                | - | Appiano | 1          | 6          | 3          | 5          | 3          |            |            |  |  |        |        |        |        |        |        |        |        |        |
|  | 3                |                  |                  |                  |                  |                  |                  |   | Appiano | 1          | 6          | 3          | 5          | 3          |            |            |  |  |        |        |        |        |        |        |        |        |        |
|  | 6                | Como             | 3                | 3                | 4                | 4                | 1                |   |         |            |            |            |            |            |            |            |  |  |        |        |        |        |        |        |        |        |        |

## Italian Hockey League - Division I
Anche il numero di squadre iscritte alla terza serie è rimasto stabile ad undici. Non si sono iscritte l'Hockey Club Milano Bears e il Bolzano/Trento, presenti nella stagione precedente. Il Valpellice Bulldogs, promosso in IHL, ha iscritto in IHL-Division I la propria seconda squadra. Due sono anche le neoiscritte: per una, la seconda squadra dell'Hockey Club Gherdëina, si tratta di un ritorno dopo cinque stagioni di assenza, mentre è l'esordio per i modenesi del Fanano.

### Playoff
|  | Quarti di finale | Quarti di finale | Quarti di finale | Quarti di finale | Quarti di finale |  |  | Semifinali | Semifinali     | Semifinali     | Semifinali | Semifinali |   |   | Finale | Finale         | Finale         | Finale | Finale |  |
|  |                  |                  |                  |                  |                  |  |  |            |                |                |            |            |   |   |        |                |                |        |        |  |
|  | 1                | Feltreghiaccio   | Feltreghiaccio   | 6                | 5                |  |  |            |                |                |            |            |   |   |        |                |                |        |        |  |
|  | 8                | Fanano Miners    | Fanano Miners    | 1                | 2                |  |  | 1          | Feltreghiaccio | Feltreghiaccio | 2          | 5          |   |   |        |                |                |        |        |  |
|  | 4                | Real Torino      | 2†               | 1                | 2                |  |  | 5          | Gherdëina C    | Gherdëina C    | 1          | 1          |   |   |        |                |                |        |        |  |
|  | 5                | Gherdëina C      | 1                | 4                | 3                |  |  |            |                |                |            |            |   |   | 1      | Feltreghiaccio | Feltreghiaccio | 2      | 0      |  |
|  | 2                | Piné             | 1                | 2                | 6                |  |  |            |                | 2              | Piné       | Piné       | 3 | 1 |        |                |                |        |        |  |
|  | 7                | Pieve di Cadore  | 2                | 0                | 3                |  |  | 2          | Piné           | Piné           | 5          | 7          |   |   |        |                |                |        |        |  |
|  | 3                | Chiavenna        | Chiavenna        | 3                | 7                |  |  | 3          | Chiavenna      | Chiavenna      | 0          | 1          |   |   |        |                |                |        |        |  |
|  | 6                | Old Boys Milano  | Old Boys Milano  | 1                | 2                |  |  |            |                |                |            |            |   |   |        |                |                |        |        |  |

Legenda:
†: incontro terminato ai tempi supplementari; ‡: incontro terminato ai tiri di rigore.

## Coppa Italia
Una sostanziale novità per la Coppa Italia è l'apertura anche alle squadre di Italian Hockey League - Division I. Vi prenderanno infatti parte tutte le squadre di IHL e le prime tre di ciascun girone di IHL - Division I, al termine del primo girone di andata e ritorno della stagione regolare.
Le sedici squadre partecipanti si affronteranno in un torneo ad eliminazione, con ottavi e quarti con formula andata e ritorno (in caso di doppio pareggio o di una vittoria per parte, si disputeranno, al termine della gara di ritorno, un tempo supplementare ed eventualmente i tiri di rigore), mentre semifinali e finale saranno giocate in gara secca durante la final four che si disputerà a Varese.
| Arbitri: | Roland Gerber Simone Lega |

|                                                                                    |           |                               |
| 25:05 Franchini (M. Mazzacane) 41:17 Drolet (Franchini, Desautels) 59:57 Franchini | Marcatori | 48:08 T. Virtala (M. Virtala) |

## Supercoppa italiana
La Supercoppa Italiana 2022 è stata la replica della precedente finale, tra i vincitori dello scudetto dell'Asiago e quelli della Coppa Italia dell'Hockey Unterland Cavaliers. I veneti si sono aggiudicati per la sesta volta il titolo.
| Arbitri: | Andrea Moschen Federico Stefanelli |

| |           | |
| Haarala (Remolato, Wieser) 27:30 Haarala (Nyman, Zerbetto) 38:48 Kaufmann (Kokoska, Brighenti Moretti) 43:54 | Marcatori | 8:57 Rutkowski (Manganelli, F. Rigoni) 31:32 Gazzola (Finoro) 54:06 McShane 65:05 Finoro (M. Marchetti) |